# Stay with Me (singel Sama Smitha)
Stay with Me – piosenka wydana na trzecim singlu brytyjskiego muzyka Sama Smitha, który promował jego debiutancki album In the Lonely Hour.
Oprócz wersji solowej Sam Smith nagrał duet z Mary Jane Blige. W Polsce singel promocyjny wydano 26 maja 2014, a w wersji z Mary J. Blidge – 16 czerwca 2014.
Piosenka jest jak dotąd największym przebojem Smitha. Utwór był nominowany do nagrody Grammy w kategoriach: nagranie roku, piosenka roku i popowe wykonanie solowe. W styczniu 2015 piosenka otrzymała nominację do Brit Awards w kategoriach brytyjski singiel roku i teledysk roku brytyjskiego wykonawcy.

## Lista utworów
EP (1 stycznia 2014)
Źródło: 
| 1. | „Stay with Me”                      | 2:52  |
|    |                                     |       |
| 2. | „Stay with Me” Darkchild Version    | 2:54  |
|    |                                     |       |
| 3. | „Stay with Me” Shy FX Remix         | 3:32  |
|    |                                     |       |
| 4. | „Stay with Me” Wilfred Giroux Remix | 4:39  |
|    |                                     |       |
|    |                                     | 13:57 |
|    |                                     |       |
Digital download (Capitol 3782828, 28 kwietnia 2014)
| 1. | „Stay with Me” | 2:53  |
|    |                |       |
|    |                | 02:53 |
|    |                |       |
Remiksy (digital; Capitol 00602537880775, 19 maja 2014)
| 1. | „Stay with Me” Shy FX Remix      | 3:32  |
|    |                                  |       |
| 2. | „Stay with Me” Shy FX Radio Mix  | 3:09  |
|    |                                  |       |
| 3. | „Stay with Me” Darkchild Version | 2:54  |
|    |                                  |       |
| 4. | „Stay with Me” Radio Edit        | 4:39  |
|    |                                  |       |
|    |                                  | 14:14 |
|    |                                  |       |
CD (Capitol 06025 4701844, 12 września 2014)
| 1. | „Stay with Me” Shy FX Remix         | 2:52  |
|    |                                     |       |
| 2. | „Stay with Me” feat. Mary J. Blidge | 2:53  |
|    |                                     |       |
|    |                                     | 05:45 |
|    |                                     |       |

## Listy przebojów
Źródło: 
- Australia: #5
- Austria: #3
- Belgia: #8 (Flandria), #9 (Walonia)
- Chorwacja: #1[8]
- Dania: #3
- Finlandia: #14
- Francja: #6
- Hiszpania: #13
- Holandia: #3
- Irlandia: #1[9]
- Izrael: #1[10]
- Kanada: #1[11]
- Niemcy: #11
- Norwegia: #3
- Nowa Zelandia: #1
- Polska: #1 (airplay)[12]
- Południowa Afryka: #1[13]
- Stany Zjednoczone Ameryki: #2[14]
- Szwajcaria: #6
- Szwecja: #4
- Wielka Brytania: #1[15]
- Włochy: #6